# Hantverkspedagog
Hantverkspedagog är en yrkesroll där man arbetar med konst och hantverk samt människor i olika sammanhang. Hantverkspedagoger arbetar bland annat inom kommunala verksamheter, rehabilitering, förskolor och skolor.
Den centrala tanken i en hantverkspedagogens yrkesroll är att en människas arbete med konst och konsthantverk är av stor betydelse för den personliga utvecklingen. Syftet med yrkesrollen är att vägleda andra i skapande verksamheter. Hantverkspedagogiken utgår från att den skapande processen har stor betydelse för hur en människa kan ges resurser att utvecklas. Vikten i för pedagogen är förmågan de har att kunna möta individen i livssituation den befinner sig i just då.

## Yrkesplats
Hantverkspedagoger finns på många olika platser i samhället och jobbar med personer som har behov av sysselsättning, stöd och personlig utveckling genom att skapa med händerna, att uttrycka sig i konst och konsthantverk . En hantverkspedagog arbetar exempelvis med skapande inom daglig verksamhet, äldrevård, omsorg, psykiatri, skolor, anstalter, fritidsgårdar och museer.

## Utbildning
Estetiska programmet, hantverksprogrammet och humanistiska programmet är exempel på grundutbildningar i gymnasieskolan i Sverige. Det finns en hantverkspedagogutbildning i Sverige, denna utbildning finns på Nyckelviksskolan. Utbildningen sträcker sig över två år och omfattar de fem hantverksämnena: trä och metall, vävning, textil form, keramik och skulptur samt teckning och måleri.
I de olika hantverkskurserna får den studerande grundläggande kunskaper i konst- och hantverksämnenas tekniker. Fokus är hur den framtida pedagogen kan gå från idé till utförande på ett kreativt och pedagogiskt sätt för att kunna förmedla detta till brukaren/deltagaren/eleven/annat. 
Lärarna på hantverkspedagogprogrammet är själva utövande konsthantverkare, konstnärer, formgivare och beteendevetare. Utbildningen har även gästlärare med särskilda specialkunskaper.
I utbildningen ingår en teoretisk del bestående av pedagogik, psykologi och socialt arbete där eleven får kunskaper om samhället, familjen och individens utveckling. Den teoretiska delen av utbildningen samspelar med verkligheten i form av studiebesök på arbetsplatser. Utbildningen avslutas med en praktikperiod och med ett uppsatsarbete där teori och praktik knyts samman.